# Sericosura verenae
Sericosura verenae is een zeespin uit de familie Ammotheidae. De soort behoort tot het geslacht Sericosura. Sericosura verenae werd in 1987 voor het eerst wetenschappelijk beschreven door Child. 